# ストリート・ファイティング・マン
「ストリート・ファイティング・マン」 (Street Fighting Man) は、ローリング・ストーンズの楽曲。作詞作曲はミック・ジャガーとキース・リチャーズ。1968年のアルバム『ベガーズ・バンケット』収録。

## 解説
1960年代後半、世界中で起こっていたベトナム反戦運動に強い影響を受けた、バンドにとって初の本格的なプロテストソングである。ハードな曲に仕上がっているが、この曲ではエレキギターは一切使用されず、アコースティックギターをカセットプレーヤーに録音し、過負荷をかけた状態で再生した音をそのまま使うことで荒々しいサウンドを生み出している。この曲で使用された電気楽器はベースのみである。エンディングで聴こえてくる管楽器のような音は、シャハナイというインドの笛で、トラフィックのデイヴ・メイソンが担当している。なお、ベースはリチャーズが担当しており、ビル・ワイマンはこの曲には参加していない。
アルバムに先立って1968年8月にアメリカや日本、ヨーロッパ数か国でシングルリリースされた(B面は「ノー・エクスペクテーションズ」)。イギリスではそれから3年後の1971年にシングルカットされた(B面は「サプライズ・サプライズ」および「エヴリバディ・ニーズ・サムバディ・トゥ・ラヴ」)。米国シングル盤のジャケットには、ロサンゼルスでの暴動事件の写真が使われたが、問題となり後に回収された。

## 経緯
作詞・作曲について、ジャガーは「俺がメロディの大半と歌詞全部を作り、残りをキースと俺で完成させた」と語っているが、リチャーズは「この曲のメロディは、俺が1966年の終わりか1967年の初め頃に書いたものだ」としており、二人の間で証言が異なっている。録音は、1968年3月より始まった、ロンドンのオリンピック・スタジオでのセッションの中で行われた。当初のタイトルは「プリモ・グランデ」であり、その後「ディド・エブリバディ・ペイ・ゼア・デュース？」に変更された。同年5月の音楽誌には、ストーンズの新曲のタイトルが「ディド・エブリバディ・ペイ・ゼア・デュース？」になると掲載されたが、ジャガーが書き下ろした歌詞と、録音済みの「ディド・エブリバディ・・・」のバッキングトラックを融合することによって、「ストリート・ファイティング・マン」というタイトルに変更された。そして5月から再開したセッション内で、ブライアン・ジョーンズによるシタールやタンブーラ、ジャガーの新たなボーカル、そしてデイヴ・メイソンによるシャハナイがオーバーダブされ、完成となった。
歌詞は、ジャガーが1968年3月にグロスヴェナー・スクウェアのアメリカ大使館前で行われた、ベトナム反戦デモに参加した体験、そして同年5月にパリで起こった五月危機に触発されて書いたものである。歌の中でジャガーは変革の必要性を強く説いているが、サビでは「貧乏な餓鬼に何が出来るんだ？ロックバンドで歌う以外に」という自嘲的なフレーズが聴かれる。これは、ジャガー自身が先述の反戦デモに参加した際に、自分の名声が変革には直接影響しないと感じたことが元になっている。
その革命を煽動するような歌詞や、またアメリカでのシングルリリースと前後して起きた、シカゴでの暴動事件の煽りを受け、この曲はアメリカのいくつかのラジオ局で、放送禁止の措置を受けた。これを受けジャガーは「嬉しいね。前回俺たちのレコードがアメリカで放送禁止になった時には100万枚売り上げたんだからな」と皮肉で返し、またリチャーズも「奴らは“ストリート・ファイティング・マン”は破壊活動だって言ってきたけど、もちろん破壊活動さ。でもレコードで革命が起こせるなんて考えは馬鹿げてる。そうなりゃ最高だがな。シカゴのラジオ局がこの曲を放送禁止にした事実は、奴らがいかにパラノイアであるかを示したに過ぎない」と述べた。

## 評価
アメリカではアルバム『ベガーズ・バンケット』からの先行シングルとしてリリースされたが、上述の放送禁止の影響もあり、48位という結果に終わった。その他のヨーロッパ各国では10位以内に入る国が多かった。オリジナルリリースより3年遅れでシングルカットされたイギリスでは21位となった。
リチャーズは2013年のインタビューで「俺が気に入ってるストーンズ・ナンバーの一つだ」と語ったが、ジャガーは1995年のインタビューで「この曲が今の時代と共鳴する部分があるのか、俺には自信がないんだ。それにそんなに好きな曲でもないんだよ。当時はすごくいいと思ったんだけどね」と打ち明けている。また、当時はストーンズのメンバーでなかったミック・テイラーも、この曲を自身の好きなストーンズ・ナンバーの一つに挙げている。
この曲は、「ローリング・ストーンの選ぶオールタイム・グレイテスト・ソング500」（2010年版）の301位に選出された。

## バージョン違い
アメリカのオリジナル・シングル盤に収録されたモノラル・バージョンは、ジャガーのヴォーカルがステレオ・バージョンと異なっている。またモノラル・バージョンはステレオ・バージョンよりもフェードアウトがやや早い。コンピレーション・アルバムに収録される際はほとんどがステレオ・バージョンとなっており、モノラル・バージョンを収録したアルバムは、1989年にリリースされた『シングル・コレクション (ザ・ロンドン・イヤーズ)』（2002年リマスター版以降のもの）と、2016年リリースのCD15枚組の限定ボックス『The Rolling Stones In Mono』のみである。

## レコーディング・メンバー
※出典：
- ミック・ジャガー - ボーカル
- キース・リチャーズ - アコースティックギター、ベース
- ブライアン・ジョーンズ - シタール、タンブーラ
- チャーリー・ワッツ - ドラムス
- ニッキー・ホプキンス - ピアノ
- デイヴ・メイソン - シャハナイ、バスドラム

## コンサート・パフォーマンス
「ストリート・ファイティング・マン」は、1969年7月5日に行われたハイドパーク・フリーコンサートで初披露されて以降、直近の2021年まで、ストーンズのほぼ全ツアーで披露され続けている。ミック・テイラーが在籍していた1970年代半ば頃までは、コンサートのラストに演奏されることが多かったが、2002年から2003年にかけての『リックス・ツアー』ではオープニングを飾った(アリーナクラスの会場でのみ)。コンサートではスタジオ版では一切使用されなかったエレキギターで演奏されるのが常であるが、例外的に1995年に行われた比較的小さな会場でのコンサートでは、アコースティックギターで演奏された。この模様はライブ・アルバム『ストリップド』に収められている。
公式ライヴ盤では、『ゲット・ヤー・ヤ・ヤズ・アウト』（1970年）、上述の『ストリップド』、『ライヴ・リックス』（2004年）、『Hyde Park Live』（2013年）にそれぞれ収録、また複数の映像作品にも収録されている。

## ヒットチャート
| Chart (1968)                                       | Position |
| -------------------------------------------------- | -------- |
| オーストリア（エードライ・オーストリア・トップ40） | 7        |
| ベルギー（ウルトラトップ）                         | 10       |
| ドイツ（GfK Entertainment charts）                 | 7        |
| カナダ（RPM）                                      | 32       |
| オランダ（シングル・トップ100）                    | 5        |
| スイス（シュヴァイツァー・ヒットパラーデ）         | 4        |
| US Billboard Hot 100                               | 48       |
| Chart (1971)                                       | Position |
| 全英シングルチャート                               | 21       |

## カバー
- スウィング・ウエスト - アルバム『雨のバラード/ザ・スウィング・ウエスト・オン・ステージ』(1969年)に収録。
- ロッド・スチュワート - ファースト・ソロ・アルバム『ロッド・スチュワート・アルバム』(1969年)の1曲目に収録。
- オアシス - シングル『オール・アラウンド・ザ・ワールド』(1998年)のカップリングに収録。
- レイジ・アゲインスト・ザ・マシーン - カヴァー集『レネゲイズ』(2000年)に収録。